# James J. Schmitt
James J. Schmitt nacido el 7 de junio de 1958 en Two Rivers, Wisconsin, es un político norteamericano graduado en la Roncalli High School en Manitowoc, Wisconsin, en el Colegio de San Norberto y en la Universidad de Harvard. Fue elegido en abril de 2003 como el 41° Alcalde de la ciudad de Green Bay en Wisconsin y fue releecto en 2007 y nuevamente en abril de 2011.